# Gastines
Gastines település Franciaországban, Mayenne megyében. Lakosainak száma 166 fő (2022. január 1.). Gastines Ballots, Cuillé, Fontaine-Couverte és Laubrières községekkel határos.

## Népesség
A település népességének változása:
| Lakosok száma | 239  | 168  | 166  | 193  | 159  | 159  | 166  | 168  | 167  | 166  |
|               | 1968 | 1982 | 1990 | 2006 | 2013 | 2015 | 2017 | 2019 | 2020 | 2022 |